# شهرستان پاتنم (تنسی)
شهرستان پاتنم، تنسی (به انگلیسی: Putnam County, Tennessee) یک سکونتگاه مسکونی در ایالات متحده آمریکا است که در تنسی واقع شده‌است.

## خصوصیات
شهرستان پاتنم ۱٬۰۴۳٫۷۷ کیلومترمربع مساحت دارد.